# Nebulosa de la Flama
NGC2024 o la nebulosa de la Flama és una nebulosa d'emissió que aparenta estar en flames. Es troba prop de l'estrella més oriental del cinturó d'Orió, Alnitak. Erròniament es diu que és una nebulosa fosca.
Aquest efecte és degut a la seva lluminositat de color rogenc. Els àtoms d'hidrogen de la nebulosa són constantment ionitzats per la llum de l'estrella pròxima Alnitak (Zeta Orionis), la intensa radiació ultraviolada de la qual els fa perdre els seus electrons. Gran part de la lluminositat de la nebulosa es produeix quan aquests electrons es recombinen amb l'hidrogen ionitzat, donant lloc a l'emissió de llum rogenca.
Prop d'aquesta nebulosa hi ha tres objectes candidats a ser planetes gasosos.

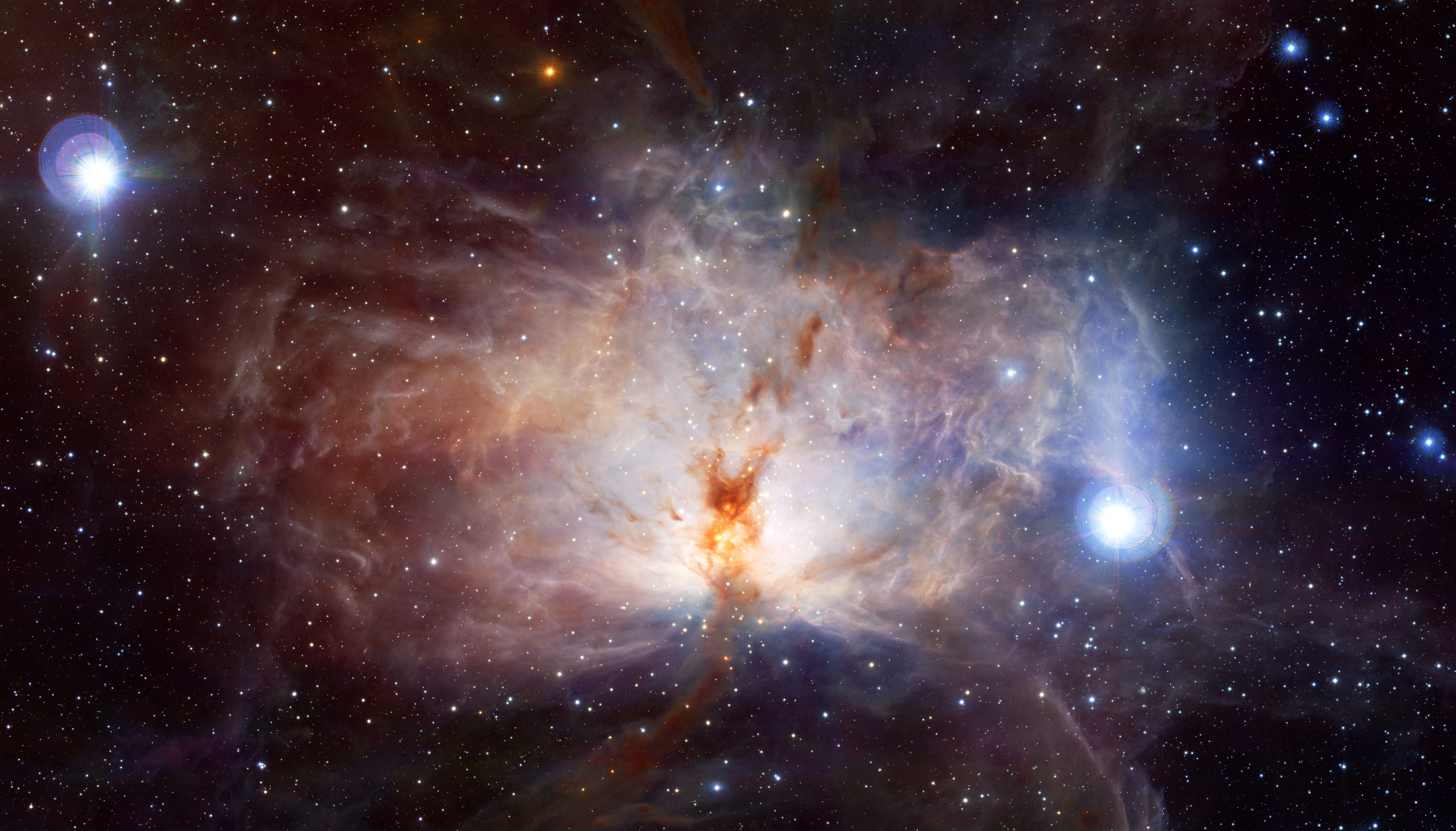
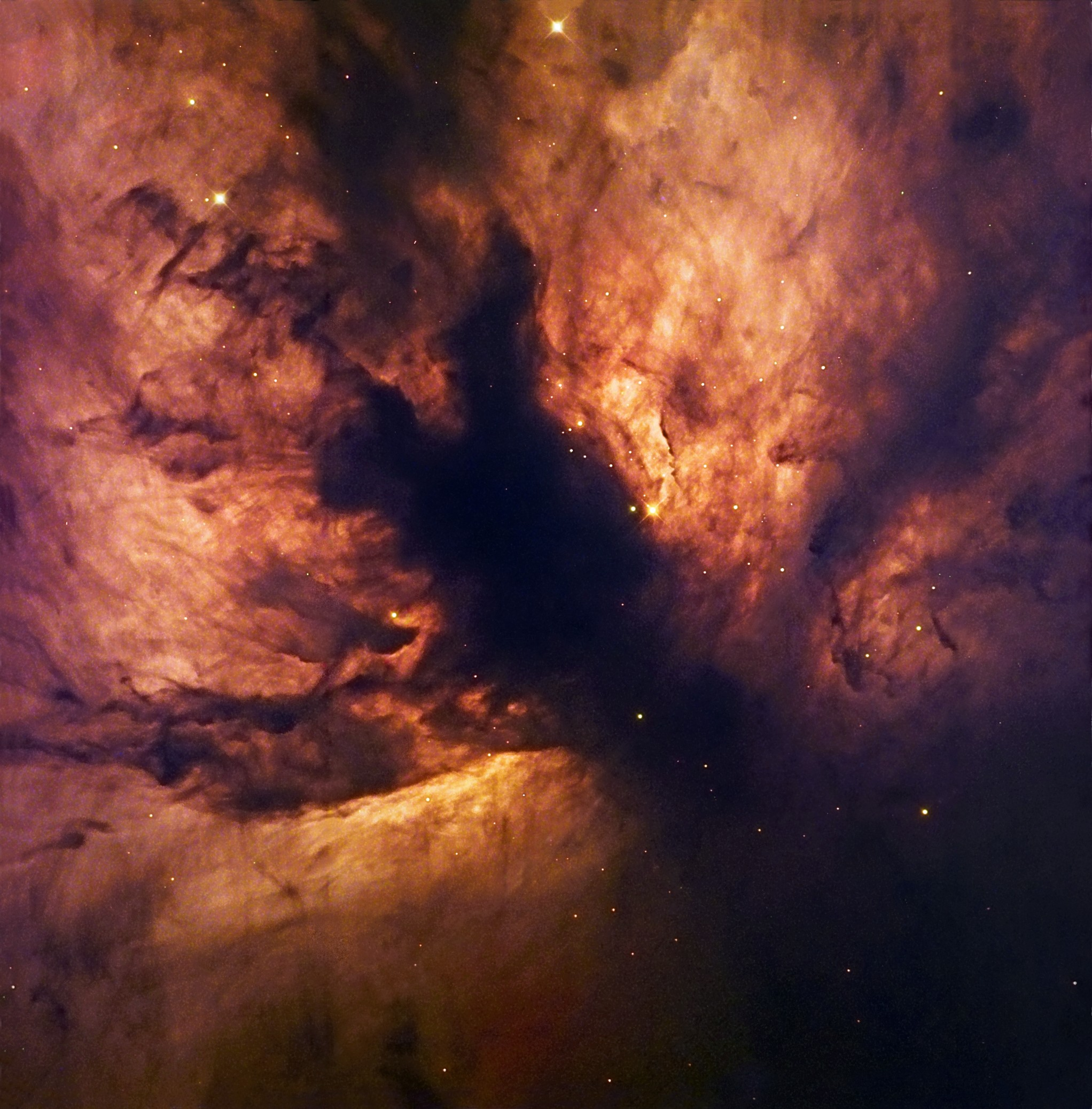